# هری دریکمر
هری دریکمر (انگلیسی: Harry George Drickamer; ۱۹ نوامبر ۱۹۱۸ – ۶ مهٔ ۲۰۰۲) دانشمند در زمینه اهل ایالات متحده آمریکا بود.
وی همچنین برندهٔ جوایزی همچون مدال الیوت کرسون، کمک‌هزینه گوگنهایم، و نشان ملی علوم شده‌است.